# Chiesa di San Francesco (Gubbio)

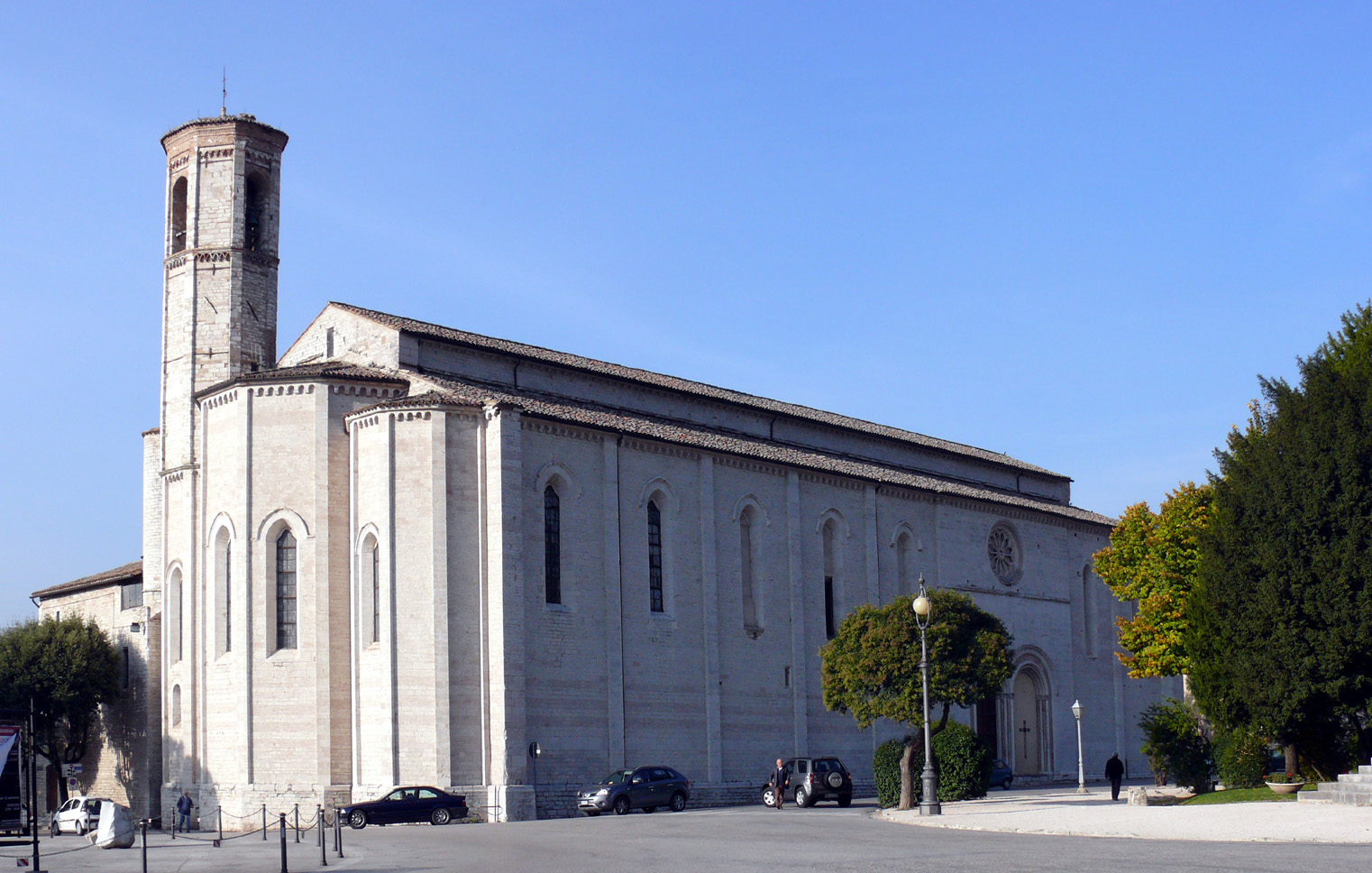
Retro della chiesa

La chiesa di San Francesco è un edificio religioso situato a Gubbio.

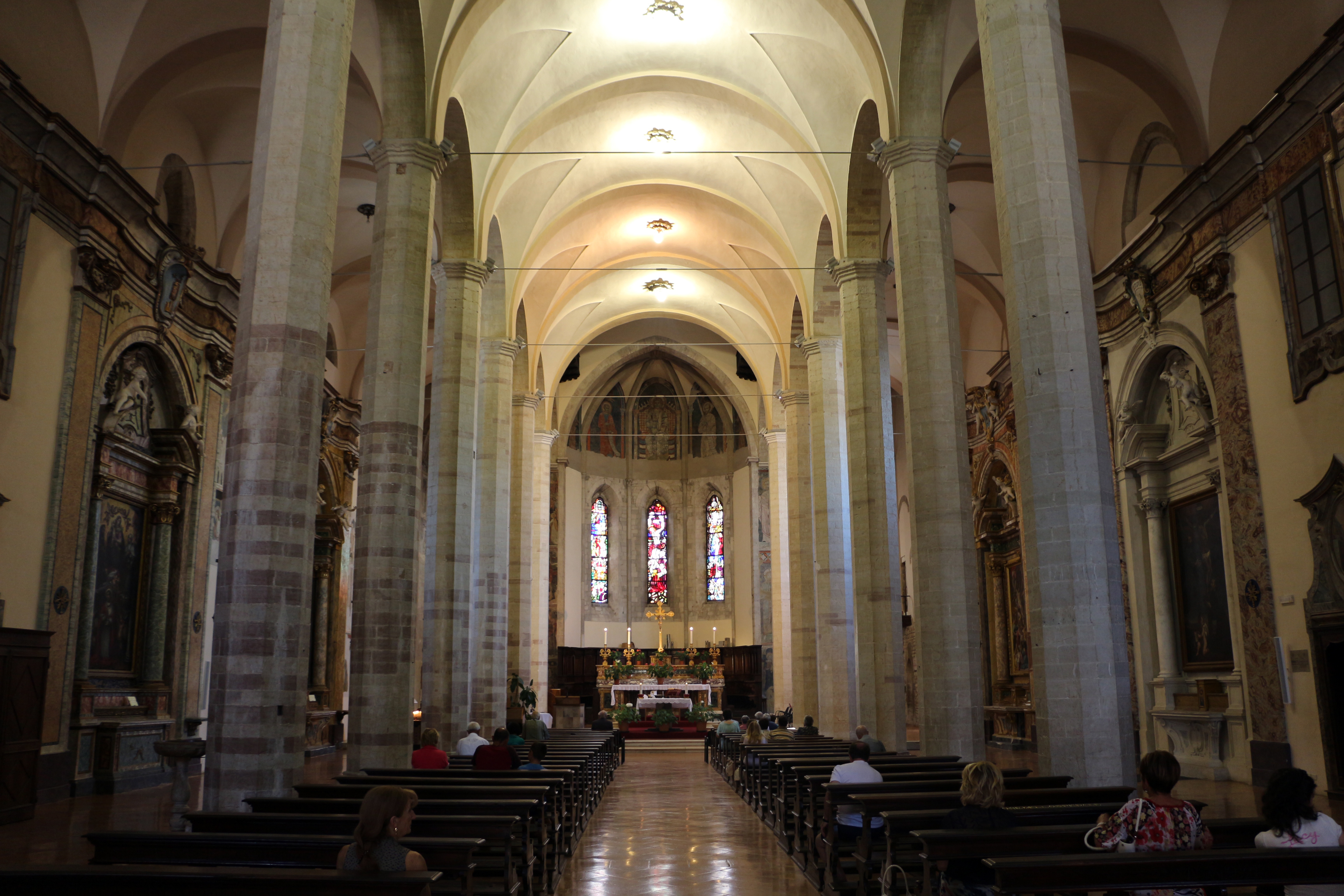
L'interno

La chiesa, costruita nella seconda metà del XIII secolo presso il fondaco della famiglia Spadalonga, che avrebbe accolto San Francesco d'Assisi dopo il suo abbandono della casa paterna, risulta già officiata nel 1256, ma nel 1291 non era ancora completata in alcuni lavori di decorazione. Il progetto dell'edificio potrebbe essere dell'architetto frà Bevignate da Perugia, anche se la sua attribuzione è ancora oggetto di discussione. In  ogni caso la chiesa è stata trasformata nel Settecento nell'attuale struttura a tre navate, tutte della stessa altezza.
All'esterno si conserva l'abside gotica ed accanto si innalza il campanile, non coevo al resto della chiesa in quanto risulta costruito solo nel XV secolo. La facciata, tripartita, è stata completata nel 1958 con il rosone che oggi si vede, proveniente dalla chiesa di San Francesco a Foligno.
Nell'interno sono tre altari per lato: al primo destro è l'Immacolata Concezione di Antonio Gherardi, della metà degli anni novanta del Seicento, al secondo il Crocifisso tra San Bonaventura da Potenza e San Giuseppe da Copertino di Giovan Battista Michelini, mentre al terzo la Deposizione dalla Croce di Virgilio Nucci.
Nelle cappelle terminali spiccano gli affreschi: in quella maggiore e nella parte alta di quella destra, quelli più antichi, della fine del secolo XIII, di un anonimo pittore umbro che eseguì nella prima un Cristo benedicente e Quattro Santi, e nell'altra la Rinuncia agli averi e il Sogno del Laterano cadente. Nella parte inferiore di quest'ultima, la cappella Sforzolini, il Maestro espressionista di Santa Chiara realizzò un Cristo benedicente con gli Evangelisti nella volta e sei Santi nelle pareti. Nella cappella sinistra, invece, è completamente riempita dagli affreschi di Ottaviano Nelli con Storie della Vergine (1410-1415 circa).
Al terzo altare sinistro si vede il Sant'Antonio da Padova di Francesco Allegrini, al secondo è il San Carlo Borromeo in adorazione della Madonna col Bambino e Santi di Benedetto Bandiera e al primo la Madonna in trono con Bambino e Santi di Francesco Ferdinandi detto l'Imperiale.